# Parotet

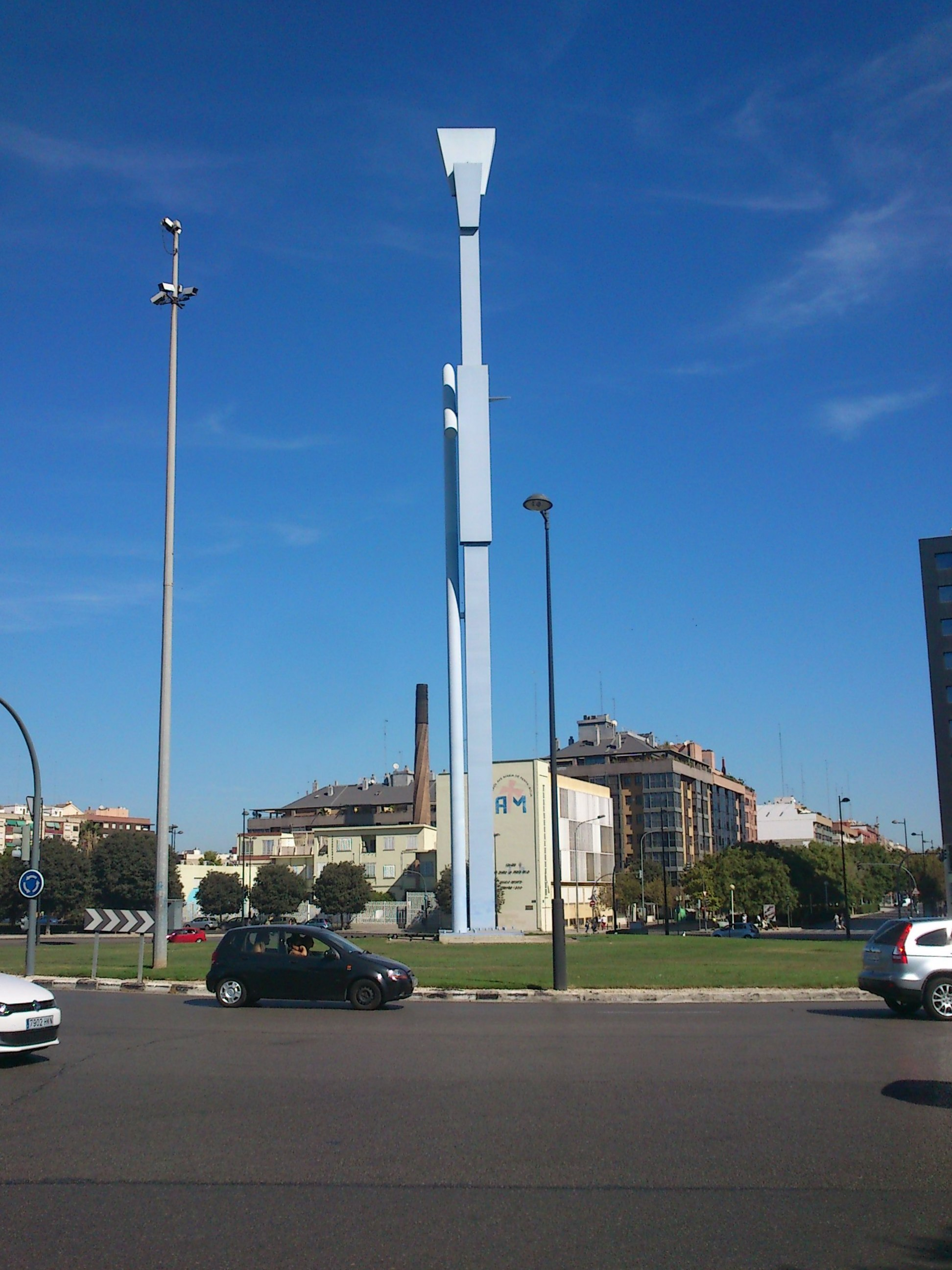
El Parotet.

El Parotet es un monumento muy conocido situado en la glorieta de Europa, al este de la ciudad de Valencia, cerca de la Ciutat de les Arts i les Ciències y la Torre de Francia. El nombre lo recibe por su semejanza al insecto libélula (parotet en valenciano).
Fue diseñado por el arquitecto valenciano Miquel Navarro y erigido en 2003. Es un regalo a la ciudad de la Fundació Caixa d'Estalvis i Mont de Pietat de València, que conmemora la creación de la Obra Social.
Tiene una altura de 46 metros.